# 楊堅
楊 堅（よう けん、541年7月21日 - 604年8月13日）は、中国の隋の初代皇帝（在位：581年3月4日 - 604年8月13日）。小名は那羅延。諡は文皇帝、廟号は高祖。文帝（ぶんてい）と称される。
疑い深い性格だったが、有能な官僚を用いて内政につとめ、科挙を創始して中央集権体制を確立し、約300年ぶりに中国全土を統一した。その治世は〈開皇の治〉と言われ、後継の唐王朝からも評価される。中国の皇帝の中で名君の一人とされる。

## 生涯

### 出生・出自
楊堅は、北周の大将軍の楊忠と呂苦桃のあいだに生まれた。楊氏は漢人で後漢の楊震の末裔を称したが、これには疑義が多い（#出自についてで後述）。
『隋書』の「本紀」には、楊堅の誕生に関して以下の話を載せている。楊堅が生まれたのは、541年（大統7年）6月13日、生まれた場所は、馮翊（陝西省大茘県）の般若寺という仏寺であり、幼名は金剛力士をあらわす那羅延であったという。この時代、熱心な仏教信者でなくとも、名前に仏教語を使用するのは一般的なことではあったが、楊堅の場合は乳母役を引き受けて養育したのが智仙という尼僧であったという。このようなことから、楊堅は幼少の頃から仏教に親しみを持っていたものと考えられる。
また、初唐の護法僧法琳の『弁正論』によると、その般若寺は北周の武帝の廃仏によって廃毀されたが、楊堅は即位後の585年に出生地を懐かしみ、父母への追善供養の意味も込めて、その場所に後の日本の国分寺に相当する大興国寺を建立し、華麗な荘厳を施された堂塔伽藍を建立したと記している。

### 実力をつける楊堅
楊堅は、14歳のとき、京兆尹の薛善に召されて功曹となった。15歳で父の功績により散騎常侍・車騎大将軍・儀同三司となり、成紀県公に封じられた。16歳で驃騎大将軍に転じ、開府儀同三司の位を受けた。北周の明帝が即位すると、右小宮伯となり、大興郡公に進んだ。武帝が即位すると、左小宮伯に転じ、隨州刺史として出向し、位は大将軍に進んだ。父の楊忠の死後、隨国公の爵位を嗣いだ。
北斉の平定にも戦功を挙げ、位は柱国に進み、定州総管に任ぜられた。のちに亳州総管に転じた。
578年、楊堅は長女の楊麗華を北周の宣帝の皇后として立てさせ、自身は上柱国・大司馬となって権力を振るった。579年、大後丞・右司武となり、大前疑に転じた。580年5月、揚州総管となるが、宣帝が死去したため、楊堅は静帝の下で左大丞相となり、北周の実権を掌握した。6月以降、尉遅迥・司馬消難・王謙らに反乱を起こされたが、楊堅はこれを武力で鎮圧した。9月には大丞相となり、12月には相国・総百揆・都督内外諸軍事・隋王に上った。翌581年2月、静帝から禅譲させて皇帝に即位し、隋朝を開いた。同月中のうち、虞慶則の進言を受けて文帝宇文泰の孫の譙公宇文乾惲・冀公宇文絢、孝閔帝宇文覚の子の紀公宇文湜、明帝宇文毓の子の酆公宇文貞・宋公宇文實、武帝宇文邕の子の漢国公宇文賛・秦国公宇文贄・曹国公宇文允・道国公宇文充・蔡国公宇文兌・荊国公宇文元、宣帝宇文贇の子の萊国公宇文衎・郢国公宇文術ら、北周の皇族の宇文氏一門を多数殺害し、そして5月には介国公に降封されていた宇文闡を暗殺した。

### 皇帝として
楊堅は大興城（後に長安）を都として定めた。そして587年には後梁を、589年には陳を滅ぼして、西晋滅亡以来約300年にわたり乱れ続けてきた中国全土を統一することに成功した。598年には高句麗に対し第1次高句麗遠征を行った。
楊堅は内政にも力を注いだ。まず、開皇律令を公布、中央官制を三省六部に整え、さらに地方に対しては郡を廃して州・県を設置した。また、官僚の登用においても九品中正法を廃止し、新たに科挙制度を設けた。さらに貨幣の統一、府兵制や均田制などの新制度を設けるなど、中央集権体制を磐石なものとした。また、仏教の興隆にも尽力し、その仏教を重視した政策は、仏教治国策とまで称せられた。

### 最期
楊堅の長男の楊勇が皇太子に立てられていたが、600年10月に独孤皇后や楊素らの画策で廃嫡され、11月に次男の楊広（後の煬帝）が代わって太子に立てられた。602年に独孤皇后が死去し、これを機に文帝の女性関係や生活は乱れ始めた。
604年、楊堅は仁寿宮で重病の床についた。このときの楊堅（文帝）の死については、次のような説がある。
楊堅が病床に臥したのは、4月のことだった。正史である『隋書』では、皇太子の楊広が楊堅の寵愛する宣華夫人に手を出そうとしたことを、難を逃れた夫人から直接聞いて、「畜生、何ぞ大事を付するに足りん。独孤、我を誤れり（畜生にどうして後事を託せられるだろうか。独孤皇后が朕を誤らせたのだ）」とベッドを叩いて激怒したという。そして、近くにいた兵部尚書の柳述に「我が子（廃太子とされた楊勇）を呼べ」と命じ、楊勇を呼び出そうとした。ところが、柳述は楊広の側近・楊素により捕らえられて任務を果たせず、そして同じく楊広の側近だった張衡が楊堅が病臥する寝殿に入り、世話をしていた後宮の女性を全て別室に下がらせた後、楊堅は崩御したという。ここで注意してほしいのは、『隋書』ではあくまで「弑逆した」という記述はない。張衡が侍女など全ての女性を寝殿から下がらせた後、楊堅は崩御した、となっているのである。つまり、密室となった寝殿で、何があったのかは全く分かっていない。そのため、『隋書』では「故に内外、頗る異論有りき（そのため、宮中の内外で（楊堅の崩御について）多くの噂が囁かれた）」とある。
馬聡の『通暦』では、『隋書』と異なっている。『通暦』では楊堅の寝室で看護をしていたのは皇太子・楊広と宣華夫人の2人だけで、楊広の非礼はそこで行なわれた、としている。陳舜臣はいくら何でも重病人の前で、気づかれずにそんなことを寝殿そのもので行うとは考えられず、猜疑心がもともと強かった楊堅が、64歳と当時としては高齢となり、数か月も病床にあったため、病室にたった2人でいる楊広と宣華夫人との仲を疑い、それが原因で楊広の皇太子位を廃そうとした、すなわち被害妄想にとりつかれ、楊広にすれば全く身に覚えのない濡れ衣なのだから、何らかの「処置」をとった可能性があるのではないか、としている。
『通暦』は『隋書』と異なり、楊広のことを楊堅は「畜生」ではなく「死狗（死んだ犬）」と罵っている。また、楊堅の最期については「張衡をして入りて帝をとらえしむ。血は屏風にそそぎ、怨痛の声外に聞ゆ。崩ず（楊素の手引きで張衡は寝殿に入り、楊堅を捕らえた。そして血が屏風にかかり、悲鳴が寝室の内外に轟いた。そして楊堅は崩御した）」とある。『通暦』でも少なくとも、明確に殺した、とまでは書いていない。そもそもこの書き方はまるで見てきたように書いているので、信じがたい。享年64。
『隋書』では明確に楊堅を暗殺したとする記録はしていないが、それを疑うように楊堅の死後すぐに皇太子の楊広が「其の夜、太子蒸せり」と記している。これは、楊広が「上を犯す」すなわち楊堅の愛人だった宣華夫人を父が死んだその日の夜におかした、としている。このように、楊堅の死は暗殺説が根強く、少なくとも尋常な死とは周囲には思われていなかったのは事実である。
以上の説は、宮崎市定が『隋の煬帝』（中公文庫）で説くように、煬帝の暴君伝説がさまざま作られるなかで成立した部分が多いようである。唐初に成立した『隋書』では、「本紀」ではなく「列伝第一」「后妃伝」に記されている。

## 后妃
- 皇后 独孤伽羅
- 宣華夫人陳氏（陳の後主の妹）
- 弘政夫人陳氏（陳の後主の妹）
- 容華夫人蔡氏
- 尉遅氏（尉遅迥の孫娘、史書に名が無く）

## 子女

### 男子
- 廃太子 楊勇（房陵王）
- 晋王 楊広（煬帝）
- 秦王 楊俊
- 蜀王 楊秀（庶民に落とされた）
- 漢王 楊諒（庶民に落とされた）

### 女子
- 楽平公主 楊麗華（北周の宣帝の皇后）
- 襄国公主（李綸の子の李長雅の妻）
- 広平公主（宇文慶の子の宇文静礼の妻）
- 蘭陵公主 楊阿五（柳述の妻）

## 評価
清の史家・趙翼は楊堅（文帝）を以下のように評している。
陳舜臣はこれについて、文帝が北周の外戚という有利な立場にあったこと、北周の宣帝が暗愚で多くの信望が文帝に集まり、しかも宣帝が早死にして幼帝（静帝）が立ったこと、尉遅迥ら反対派が文帝の盟友である韋孝寛に滅ぼされ、ある意味では文帝の最大のライバルとなる可能性もあった韋孝寛も70歳を過ぎた高齢で、しかも尉遅迥討伐から凱旋して間もなく病死したことなど、何から何まで文帝はツキが回っており、それが趙翼の評価となった、と見ている。
陳舜臣は上記の趙翼の評価を根拠にして、「楊堅が幸運児であったことは否定できない。その幸運を自身も意識し、自分のやることは何でもうまく行くのだという自信がますます強くなった」とした上で、その自信が皇帝として政治機構を改革した時によく現れたとしている。行政改革を行う際、必ず反対派が結成されて激しい政権闘争が行われるが、楊堅は自身に幸運があると自信を持っていたので、どんな反対があってもそれを実行した。事の是非の判断は実はそれほど難しいことではないが、難しいのは実行することである。陳舜臣が楊堅の地方の整理、そして科挙制度の開始について「大英断」と評し、そして統一もできたと高く評価している。また、「長い分裂を統一した隋の文帝は、稀代の英傑といわねばならない」と評してもいる。
『資治通鑑』や『隋書』では、文帝の政治について高い評価を与えている。
陳舜臣は戸数が増加したのは、隋が陳を滅ぼしたから、それを併せた数も含まれているとしているが、陳の戸数は60万戸程度だったので、それを併せても890万戸には遠く及ばず「当時の人民にとって最も必要だった休養が、文帝によって与えられていた」と評価している。
また、楊勇を廃したのは失敗だったが、楊堅が楊勇を廃した理由は奢侈に溺れるわが子を許せなかったから、という理由から見てもわかるように、楊堅は倹約を旨とした。そのため、楊堅は配下の高官に対しても贅沢な服装を許さなかったり、女官に対しても洗いざらしの衣服を着用するように命じていた。陳舜臣はこれについても高く評価している。
ただし、陳舜臣は楊堅の異常なくらい強い猜疑心が残念とも評している。前述の趙翼は『二十二史箚記』において、楊堅の非情な殺戮（禅譲で北周から隋を建国したにも関わらず、北周宇文氏の皇族の大半を殺したこと）について、「文帝の5人（男子）の子のうち、病死した楊俊以外は皆非業の死を遂げたこと、またその孫たちも戦乱に死んだり処刑されており、煬帝の孫の1人が突厥に逃れたのを除いて全滅したのは、その報いである」と批判している。ただし、趙翼は北周の皇族は皆殺しにしたのに、南朝陳の皇族は最後まで抵抗した陳叔を除いて誰も殺しておらず、陳舜臣はこの対応を不思議がっている。陳舜臣は「寵愛していた宣華夫人が自身の身を引き換えに助命を嘆願したから」と想像している。趙翼は陳が梁を滅ぼした際に梁の皇族をほとんど殺さなかったから、と因果応報史観を展開している。
『資治通鑑』でも、楊堅の政治そのものは高く評価しているが、その上で以下のような評価もして楊堅を批判している。

## 倭国との関係
『隋書』倭（俀）国伝によれば、600年に倭王多利思北孤（多利思比孤）が使者を送ってきたとされる（第1回遣隋使）が、この遣隋使の記録は『日本書紀』には無い。使者が「倭王は天を兄とし、日を弟としています」などと説明したため、楊堅は「それは甚だ不合理である」と言ってこれを改めさせたという。

## 出自について
『隋書』「高祖本紀」では楊堅は後漢の著名な政治家である楊震の十四世孫としている。しかしこのことは疑わしい。『周書』では楊堅の父楊忠の伝で楊堅の高祖父である楊元寿が北魏の初めに武川鎮の司馬とされたことから記述を始めている。武川鎮とは北魏の北の防衛の要である六鎮の一つであり、鮮卑のエリートがここに配されたが、後にその価値を著しく下落させ、その不満から六鎮の乱が勃発した。この武川鎮出身者を基盤にして宇文泰が西魏・北周を建て、隋および唐の支配者集団もこの武川鎮出身者およびその子孫が大半を占めた（武川鎮軍閥）。
楊元寿から後の系譜についてはほぼ歴史的事実と認められる。それ以前については後から仮託したものと見る向きが強い。
また楊氏は漢人ではなく、鮮卑人ではないかとの論もある。父の楊忠の時に北周の復古政策の一環として「普六茹（ふりくじょ）」という姓を与えられている（普六茹とは鮮卑語で楊を意味する）。しかしこれは事実が逆で普六茹が元の姓であり、漢化政策の際に楊を名乗るようになったのではないかと考えられる。仮に漢人だったとしても鮮卑化された漢人であることは間違いなく、どちらかに確定させることにあまり意味はない。

### 総論・歴史
- 布目潮渢、栗原益男『隋唐帝国』（改訂版）講談社学術文庫、1997年。ISBN 4061593005。
- 窪添慶文、關尾史郎、中村圭爾、愛宕元、金子修一 著、池田温 編『中国史2 三国〜唐』（初版）山川出版社〈世界歴史大系〉、1996年。ISBN 4634461609。
- 氣賀澤保規『絢爛たる世界帝国 隋唐時代』（単行版）講談社〈中国の歴史6〉、2005年。ISBN 978-4062740562。
  - 氣賀澤保規『中国の歴史6 絢爛たる世界帝国 隋唐時代』（改訂版）講談社学術文庫、2020年。ISBN 978-4-06-521907-2。
- 布目潮渢『東アジア世界の形成Ⅱ 古代5』岩波書店〈岩波講座 世界歴史5〉、1970年。
- 陳舜臣『中国の歴史・第7巻。隋唐の興亡』平凡社、1985年。

## 登場作品
テレビドラマ
- 淵蓋蘇文（2006-2007年、韓国、演：キム・ソンギョム）
- 蘭陵王（2013年、中国、演：ハン・ドン）
- 隋唐演義 〜集いし46人の英雄と滅びゆく帝国〜（2013年、中国、演：湯鎮業）
- ムーラン（2013年、中国、演：白凡）
- 独孤伽羅〜皇后の願い〜（2018年、中国、演：チャン・ダンフォン）
- 独孤皇后〜乱世に咲く花〜（2019年、中国、演：チェン・シャオ）